# Kronkeldarm
De kronkeldarm of het ileum is het laatste deel van de dunne darm. De kronkeldarm wordt zo genoemd omdat de ongeveer 3 meter lange darm gekronkeld in de buikholte ligt.
Hij wordt voorafgegaan door de nuchtere darm (het jejunum) en wordt gevolgd door de dikke darm. Op de overgang van de kronkeldarm en de dikke darm bevindt zich de blindedarm (het caecum).
Net als de twaalfvingerige darm is ook de kronkeldarm bedekt met eenlagig cilindrisch epitheel met microvilli. Het bevat tevens slijmbekercellen.
In de nuchtere darm en de kronkeldarm vindt het grootste deel van de vertering en opname van voedselbestanddelen plaats. De passage van het voedsel door de nuchtere darm en de kronkeldarm duurt 1 à 2 uren. Het zure, vloeibare voedsel wordt in een alkalische substantie omgezet. Vrijwel alle voedingsstoffen worden hier aan de vloeistof onttrokken, met behulp van enzymen in het darmsap.
Mond · 
Huig · 
Keel · 
Farynx · 
Strotklepje · 
Slokdarm · 
Maag · 
Twaalfvingerige darm · 
Papil van Vater · 
Alvleesklier · 
Lever · 
Galblaas · 
Nuchtere darm · 
Kronkeldarm · 
Dunne darm · 
Blindedarm · 
Wormvormig aanhangsel · 
Dikke darm · 
Endeldarm · 
Anus